# Paraxonia
Paraxonia (Paraksonija — „paralelno sa osom”)  je kladus pravi kopitara kojeg čine red Artiodactyla i izumrli redovi Arctocyonia i Mesonychia. Stručni naziv za članove ovog kladusa je paraksoni.

## Sistematika

### Klasifikacija
Klasifikacija kladusa Paraxonia.
| Ranija klasifikacija:                                                                                                 | Savremena klasifikacija: |
| --- | --- |
| - Kladus: Paraxonia (Marsh, 1884) - Red: Artiodactyla (Owen, 1848) (parnoprsti kopitari) - Red: Cete (Linnaeus, 1758) | - Kladus: Paraxonia (Marsh, 1884) - Red: Artiodactyla (Owen, 1848) (parnoprsti kopitari) - Red: †Arctocyonia (Van Valen, 1966) - Red: †Didymoconida (Van Valen, 1967) - Porodica: †Didymoconidae (Kretzoi. 1943) - Red: †Mesonychia (Van Valen, 1966) - Red: †Pantodonta (Cope, 1873) - Red: †Tillodontia (Marsh, 1875) - Porodica: †Deltatheriidae (Van Valen, 1988) - Porodica: †Periptychidae (Cope, 1882) |
| † - oznaka za izumrli takson                                                                                          | |

### Filogenija
Dolje prikazan kladogram predstavlja filogenetske veze kladusa Paraxonia.

|  | Apo-Chiroptera          |
|  |                         |
|  | †"Wyonycteris" microtis |
|  |                         |
|  | †Eosoricodontidae       |
|  |                         |

|            | †Protungulatidae                                                 |
|            |                                                                  |
| Euungulata | \| \| Pan-Perissodactyla \| \| \| \| \| \| Paraxonia \| \| \| \| |
|            | \| \| Pan-Perissodactyla \| \| \| \| \| \| Paraxonia \| \| \| \| |
|            | Pan-Perissodactyla                                               |
|            |                                                                  |
|            | Paraxonia                                                        |
|            |                                                                  |

|  | Pan-Perissodactyla |
|  |                    |
|  | Paraxonia          |
|  |                    |

|            | †Protungulatidae                                                 |
|            |                                                                  |
| Euungulata | \| \| Pan-Perissodactyla \| \| \| \| \| \| Paraxonia \| \| \| \| |
|            | \| \| Pan-Perissodactyla \| \| \| \| \| \| Paraxonia \| \| \| \| |
|            | Pan-Perissodactyla                                               |
|            |                                                                  |
|            | Paraxonia                                                        |
|            |                                                                  |

|  | Pan-Perissodactyla |
|  |                    |
|  | Paraxonia          |
|  |                    |

|  | Apo-Chiroptera          |
|  |                         |
|  | †"Wyonycteris" microtis |
|  |                         |
|  | †Eosoricodontidae       |
|  |                         |

|            | †Protungulatidae                                                 |
|            |                                                                  |
| Euungulata | \| \| Pan-Perissodactyla \| \| \| \| \| \| Paraxonia \| \| \| \| |
|            | \| \| Pan-Perissodactyla \| \| \| \| \| \| Paraxonia \| \| \| \| |
|            | Pan-Perissodactyla                                               |
|            |                                                                  |
|            | Paraxonia                                                        |
|            |                                                                  |

|  | Pan-Perissodactyla |
|  |                    |
|  | Paraxonia          |
|  |                    |

|            | †Protungulatidae                                                 |
|            |                                                                  |
| Euungulata | \| \| Pan-Perissodactyla \| \| \| \| \| \| Paraxonia \| \| \| \| |
|            | \| \| Pan-Perissodactyla \| \| \| \| \| \| Paraxonia \| \| \| \| |
|            | Pan-Perissodactyla                                               |
|            |                                                                  |
|            | Paraxonia                                                        |
|            |                                                                  |

|  | Pan-Perissodactyla |
|  |                    |
|  | Paraxonia          |
|  |                    |